# Ционскирхе (Берлин)
Цио́нскирхе (нем. Zionskirche) — протестантская церковь в районе Митте берлинского одноимённого административного округа, известная во многом благодаря тому, что в ней лютеранским пастором недолгое время был Дитрих Бонхёффер — теолог, участник антинацистского заговора.

## Название
Наименование храма связано с названием юго-западного холма в Иерусалиме, на котором стояла городская крепость (ивр. צִיּוֹן‎, Цийон). Этот холм называют также горой Сион — символом Иерусалима и всей Святой Земли.

## Расположение

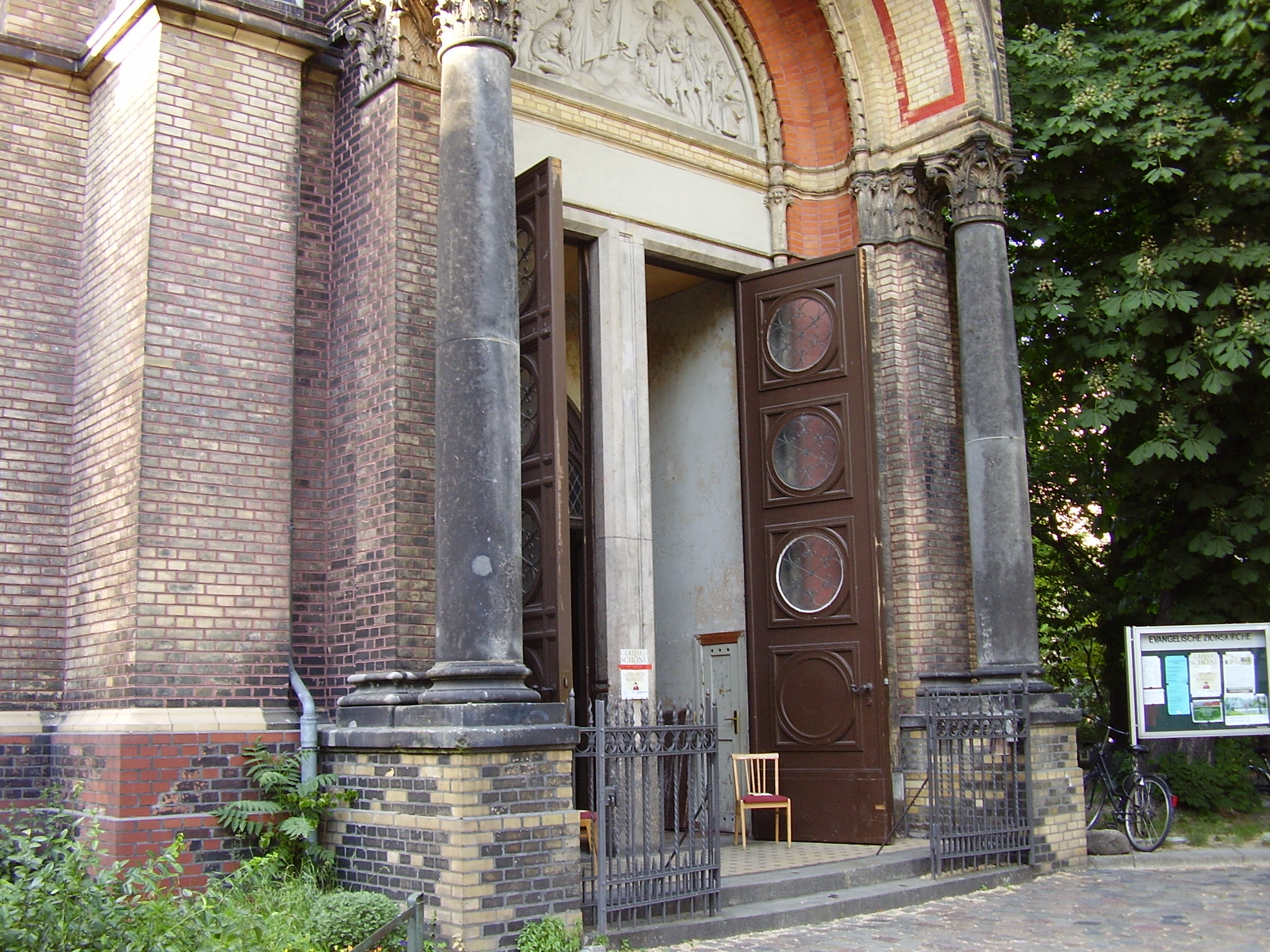
Вход в Ционскирхе.
Фото 2008 года

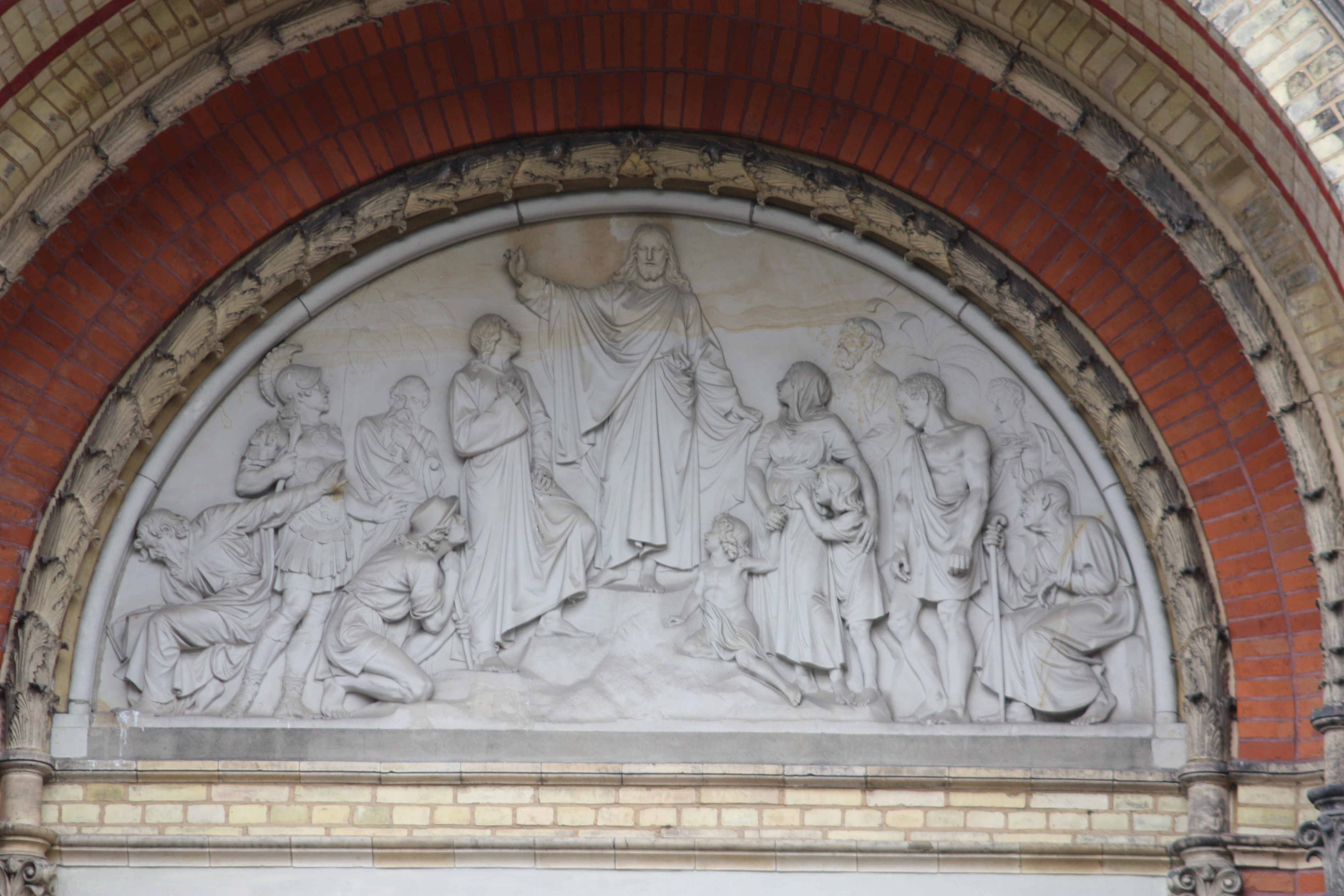
Проповедь Христа. Рельеф над входом в церковь. Фото 2009 года

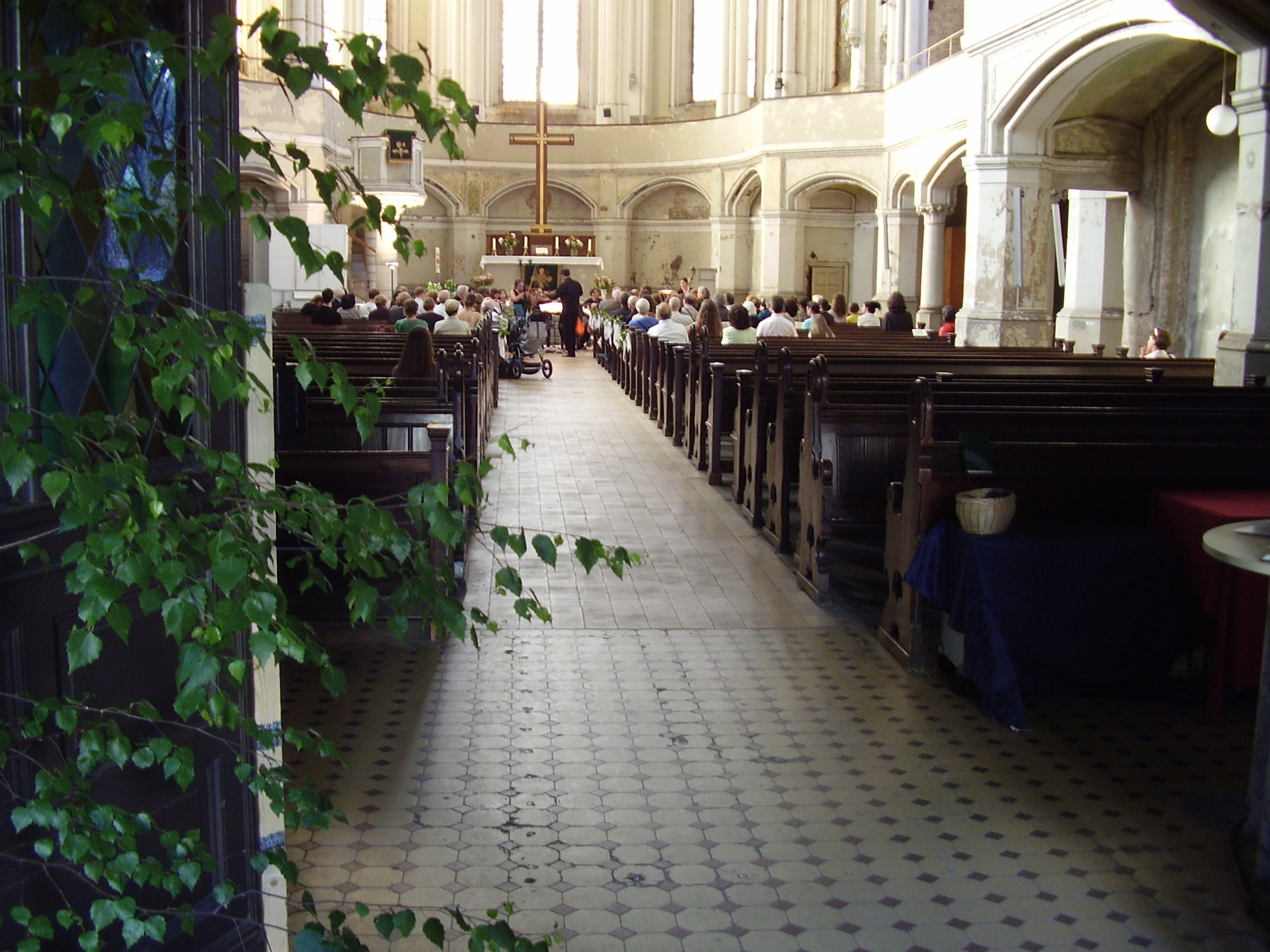
Вид в сторону алтаря.
Фото 2008 года

Ционскирхе строилась в течение семи лет (1866—1873) на холме высотою 52 метра в берлинском предместье Розенталер (нем. Rosenthaler Vorstadt) по проекту немецкого архитектора Августа Орта (нем. August Orth), развивавшего идеи Шинкеля, лидера «романтического историзма» в немецком зодчестве.
По замыслу Августа Орта выбранное расположение Ционскирхе на пересечении трёх больших дорог было настолько важным, что он, учитывая особенности местности, сориентировал алтарную часть храма на север, а не на восток, как это обычно принято.
В северной части современного района Митте церковная башня высотою 67 метров служит заметным зрительным ориентиром издалека и с различных сторон, поскольку возвышается на пятиугольной площади Ционскирхплатц (нем. Zionskirchplatz), поблизости от которой проходит много разных улиц: Ционскирхштрассе (нем. Zionskirchstraße), Грибеновштрассе (нем. Griebenowstraße), Ветераненштрассе (нем. Veteranenstraße) и т. д..

## История

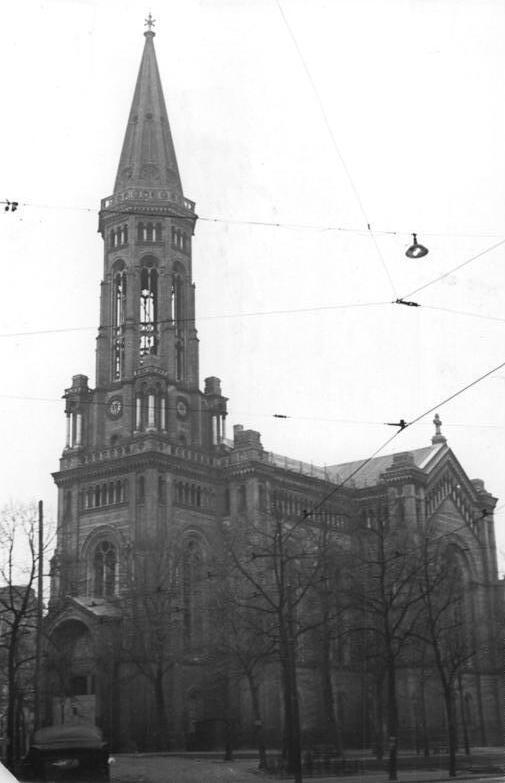
Ционскирхе в 1951 году

Прусский король Вильгельм I в знак благодарности Богу за то, что ему удалось 14 июля 1861 года избежать покушения в Баден-Бадене, учредил Фонд финансовой поддержки строительства новых церквей. Из этого фонда 10 000 талеров было выделено на возведение Ционскирхе, торжественно открытой 2-го марта 1873 года в северном предместье Берлина. Архитектор Август Орт спроектировал её в неороманском стиле с использованием неоготических элементов.
К концу XIX века церковная община так сильно разрослась, что было принято решение о создании её ответвления на 40 000 членов и о строительстве на Шёнхаузер-аллее дочернего храма — церкви Благословения.
Во время Второй мировой войны Ционскирхе сильно пострадала от разрушений, практически уничтожены были церковные перекрытия, алтарь и окна в алтарной части, а также орга́н немецкого мастера эпохи романтизма Вильгельма Зауэра. Не только бомбы в ноябре 1943 года, но и послевоенные холодные зимы стали причиной дополнительных повреждений. Некоторые жители не останавливались перед использованием на дрова церковных скамей. Число краж быстро привело к неприемлемому состоянию. Поэтому община в 1946 году постановила замуровать нижние окна.
В 1950-е годы Ционскирхе была почти восстановлена, в 1960-е частично перестроена и покрыта латексной краской. Однако упадок продолжался, как это произошло в 1970-е годы после повреждения крыши и отопления.
Только в 1988 году вновь начались ремонтные работы на крыше храма и в башне. После воссоединения Германии и исследования ценности убранства алтарной части было продолжено постепенное восстановление общего облика Ционскирхе и её фасада. Колокола вновь появились в башне. После 2000 года начали размуровывать окна нижнего этажа.
С осени 2009 года интерьер церкви шаг за шагом приводится в порядок. К 2015 году на эти работы должны быть затрачены большие суммы денег. Однако летом 2011 года резко критиковалось плохое состояние интерьера с учётом исторической значимости Ционскирхе.

## Дитрих Бонхёффер в церковной общине

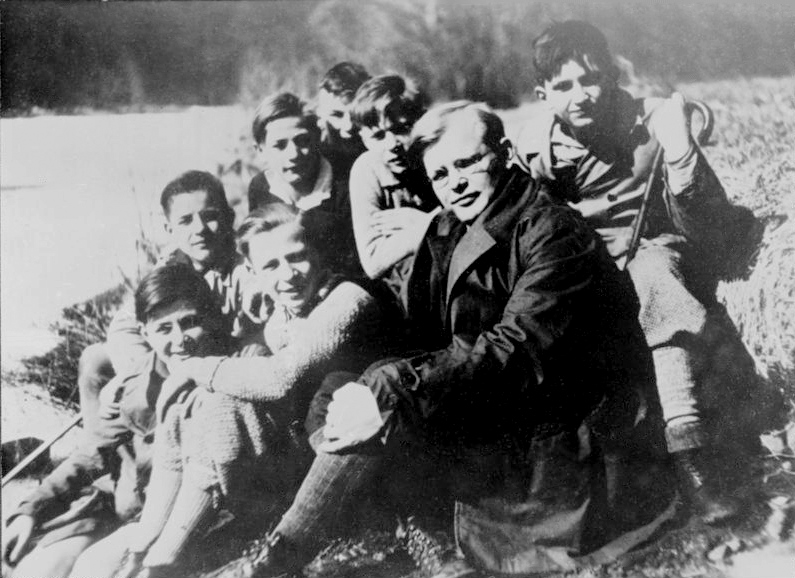
Дитрих Бонхёффер со школьниками. Фотоархив 1932 года

В 1931 году служение в Ционскирхе викарием городского Синода начинает Дитрих Бонхёффер (нем. Dietrich Bonhoeffer) в возрасте 25-ти лет. Эта работа в социально-проблемном районе Берлина оказала существенное воздействие на выходца из добропорядочной протестантской семьи. После 1933 года Дитрих Бонхёффер присоединяется к Исповедующей церкви и к христианскому движению Сопротивления нацистскому режиму в Германии. За причастность к антигитлеровскому заговору Дитрих Бонхёффер был казнён 9-го апреля 1945 года в баварском концлагере Флоссенбюрг.
Перед Ционскирхе, где два года (1931—1932) Бонхёффер был проповедником, установлен бронзовый памятник, созданный немецким скульптором Карлом Бидерманном (нем. Karl Biedermann) в 1988 году.

## Оппозиционные группы
Во времена правления СЕПГ Ционскирхе стала с 1986 года местом встреч оппозиционных групп. В ней находилась «Умвельтбиблиотека» (нем. Umwelt-Bibliothek) — информационный центр неофициальных и запрещенных материалов. Пастор Ханс Симон (нем. Hans Simon) предоставлял подвал своего дома для подготовки выпусков самиздата — листовок и подпольных газет с сообщениями о злободневном положении, которые распространялись по всей стране.
Пикеты и другие акции протеста против обысков и арестов в «Умвельтбиблиотеке» в ночь на 25-е ноября 1987 года, сделали оппозиционность церкви к режиму ГДР известной далеко на Западе.
Ответом на вмешательство спецслужб, штурмовавших «Умвельтбиблиотеку», на аресты и конфискацию печатных станков стали пикеты у Ционскирхе, поднявшие волну протеста по всей стране и за рубежом. В итоге правительство ГДР было вынуждено освободить арестованных, что стало поражением для диктатуры СЕПГ.

## Нападение скинхедов в 1987 году
17-го октября 1987 года во время неофициального концерта западной рок-группы «Криминальный элемент» (нем. Element of Crime) с выступлением на разогреве восточной панк-группы «Фирма» (нем. Die Firma) почти 2000-ти зрителей подверглись хулиганскому нападению порядка 30-ти скинхедов из право-радикальных националистических группировок ГДР. Это произошло на глазах Народной полиции, которая вела неотступное наблюдение за церковью, но не реагировала на крики пострадавших о помощи.

## Осмотры

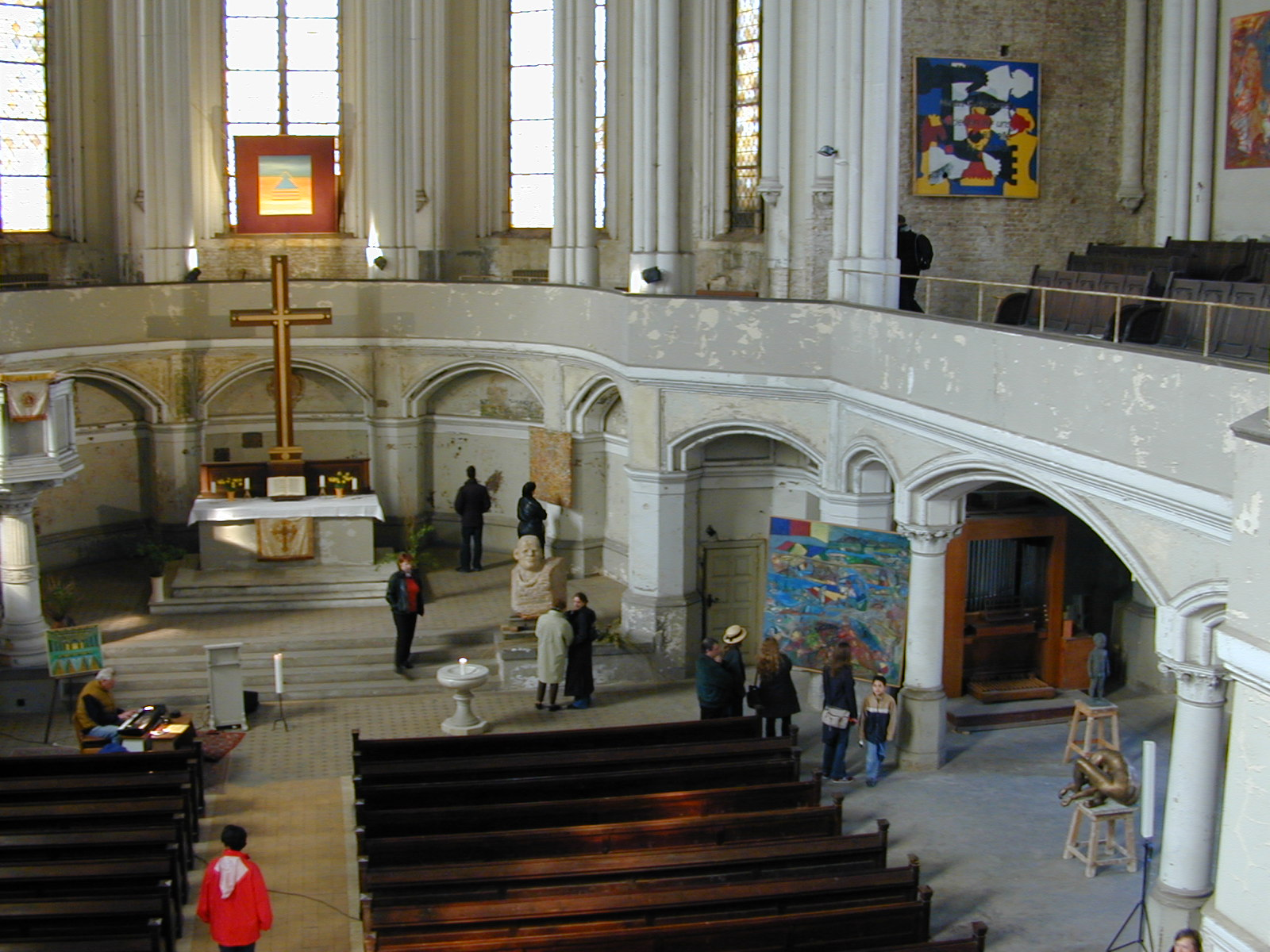
Выставка 2002 года в Ционскирхе

В летние месяцы Ционскирхе открыта для посетителей. В воскресные дни после полудня можно подняться на башню, где есть смотровая площадка на высоте 22-х метров с хорошим обзором Берлина в трех направлениях. Из башни хорошо видны сводчатые перекрытия над основным пространством церкви.